# Pritlikava galerija
Pritlikava galerija je arhitekturni okras v romanski arhitekturi.
Gre za logičen razvoj slepe arkade in je sestavljena iz arkadne galerije, običajno tik pod streho, vgrajene v debelini stene. Pritlikavo galerijo pogosto najdemo na cerkvenih zvonikih ali apsidah, pa tudi na drugih delih stavb ali celo okrog celotne stavbe. Čeprav je v glavnem mišljena kot dekorativni element, so nekatere pritlikave galerije celo dostopne. V baziliki svetega Servacija v Maastrichtu so pritlikavo galerijo uporabljali za prikazovanje relikvij romarjem, zbranim pred cerkvijo.
Pritlikave galerije se večinoma pojavljajo pri romanskih cerkvah v Nemčiji in Italiji. Nekaj primerov je mogoče najti v Belgiji in na Nizozemskem. Zanimivo je, da v Franciji ni bila zgrajena nobena pritlikava galerija. Najstarejša cerkev v Nemčiji s pritlikavo galerijo je Trierska stolnica svetega Petra. Apsido s pritlikavo galerijo ima stolnica v Speyerju, ki je opisana kot »ena od najbolj znamenitih stavb romanske zasnove« in je bila kopirana v številnih drugih mestih v nemškem Porenju. Več kölnskih romanskih cerkev ima funkcijo pritlikave galerije, kakor tudi pomembne cerkve v Porenju kot so stolnica v Mainzu, stolnica v Wormsu in Bazilika sv. Martina, Bonn.
V Italiji se pritlikavi galerije pojavijo na cerkvah v osrednjih in severnih predelih države. Primeri so Santa Maria della Pieve v Arezzu, stolnica v Modeni, Stolnica San Zeno, Pistoia, San Donato v Genovi in stolnica v Pisi. Znameniti poševni stolp v Pisi je mogoče opisati kot šest obročev pritlikavih galerij.
Pritlikava galerija se pojavlja tudi v neoromanski arhitekturi, predvsem v Nemčiji, pa tudi v drugih delih sveta.
- Stolnica v Pisi
- Stolnica v Speyerju
- Roermond Minster
- Montreal, postaja Windsor